# Monomorium vecte
Monomorium vecte är en myrart som beskrevs av Bolton 1987. Monomorium vecte ingår i släktet Monomorium och familjen myror. Inga underarter finns listade i Catalogue of Life.